# 구조선 (선박)

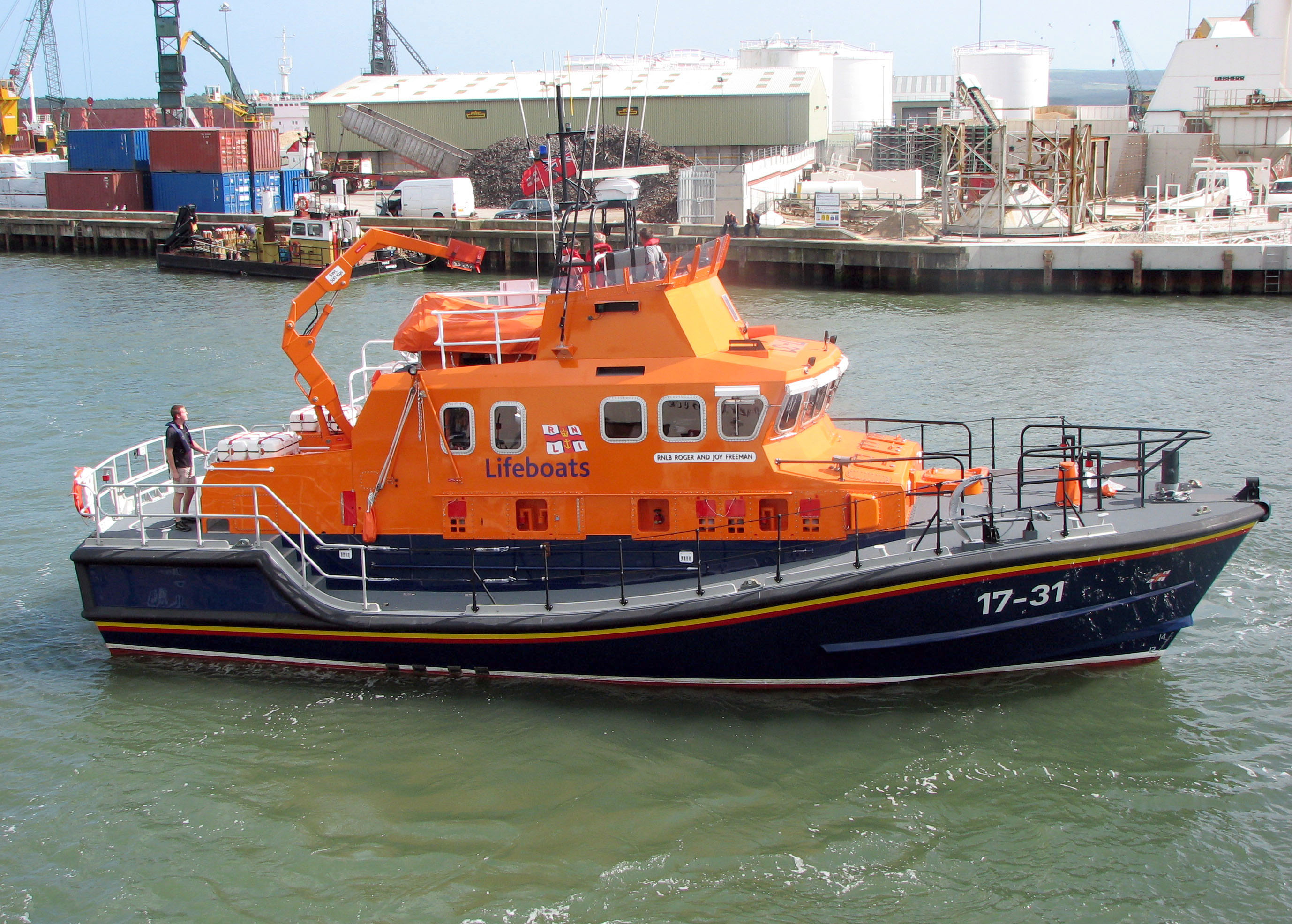
영국의 구조선

구조선(救助船)은 해상에서 조난된 사람을 구조하기 위해 만들어진 배이다. 조난 현장에 신속하게 도달할 수 있도록 설계된 해안 기지에 대기한다.

## 역사

### 영국
영국 최초의 구조선 기지는 1776년 폼비 해안에 리버풀 시의원이었던 윌리엄 허친슨에 의해 설립되었다.

## 같이 보기
- 보트